# Pribanjci
 Pribanjci  falu Horvátországban, Károlyváros megyében. Közigazgatásilag  Bosiljevóhoz tartozik.

## Fekvése
Károlyvárostól 24 km-re nyugatra, községközpontjától 2 km-re északnyugatra, a Kulpa jobb partján fekszik.

## Története
A településnek 1857-ben 354, 1900-ban 262 lakosa volt. Trianon előtt Modrus-Fiume vármegye Vrbovskói járásához tartozott. 2011-ben 127-en lakták.

## Lakosság
| Lakosság változása | Lakosság változása | Lakosság változása | Lakosság változása | Lakosság változása | Lakosság változása | Lakosság változása | Lakosság változása | Lakosság változása | Lakosság változása | Lakosság változása | Lakosság változása | Lakosság változása | Lakosság változása | Lakosság változása | Lakosság változása |
| ------------------ | ------------------ | ------------------ | ------------------ | ------------------ | ------------------ | ------------------ | ------------------ | ------------------ | ------------------ | ------------------ | ------------------ | ------------------ | ------------------ | ------------------ | ------------------ |
| 1857               | 1869               | 1880               | 1890               | 1900               | 1910               | 1921               | 1931               | 1948               | 1953               | 1961               | 1971               | 1981               | 1991               | 2001               | 2011               |
| 354                | 329                | 358                | 325                | 283                | 262                | 243                | 243                | 234                | 240                | 189                | 163                | 158                | 166                | 117                | 127                |

## Nevezetességei
- A falu feletti magaslaton álló Szent Borbála tiszteletére szentelt temploma[4] középkori eredetű, körülötte temető van. 1756-ban barokk stílusban építették át. Ekkor bővítették a szentélyt. 1781-ben a harangtornyot emelték meg, majd a 19. században az egész templomot megújították. Egyhajós épület, téglalap alakú hajóval, a hajó szélességével megegyező, három oldallal záródó szentéllyel, és egy hatalmas harangtoronnyal, amely a homlokzat nagy részét lefedi. A hajó terét dongaboltozattal boltozták. Diadalív választja el a szentélytől, amelyet keresztboltozattal boltoznak. A templom alapvetően középkori elemekkel rendelkezik, de a 18. század második felében barokkosították. A belsőépítészet tiroli mesterek minőségi munkája a 19. századtól a 20. századig. A templomtól szép kilátás nyílik a Kulpa völgyére.
- A Kulpán álló vízimalomnál fürdőhelyet alakítottak ki.